# Silene himalayensis
Silene himalayensis är en nejlikväxtart som först beskrevs av Paul Rohrbach och som fick sitt nu gällande namn av Majumdar. 
Silene himalayensis ingår i släktet glimmar och familjen nejlikväxter. Inga underarter finns listade i Catalogue of Life.